# Josef Alois Prokop
Josef Alois Prokop (10. května 1807 Liberk – 2. listopadu 1862 Červená Řečice) byl český operní pěvec, divadelní herec, režisér, podnikatel a divadelní ředitel, významná postava rozvoje českého divadla a divadla v Čechách obecně v době probíhajícího procesu Národního obrození. Roku 1849 založil a vedl divadelní soubor První divadelní společnost česká pro venkov, který se po česky hrajícím souboru stal jedním z prvních profesionálním souborem, který začal uvádět divadelní představení v češtině, a prvním kočovným česky hrajícím divadlem vůbec.

## Život

### Mládí
Narodil se v Liberku poblíž Rychnova nad Kněžnou, nedaleko hranic se Slezskem, v etnicky poměrně silném českém regionu. Studoval Akademické gymnázium v Praze, poté byl dva roky posluchačem práv. Roku 1828 se seznámil s Josefem Kajetánem Tylem, se kterým jej pojila láska k divadlu. Téhož roku se Prokop stal členem souboru Stavovského divadla v Praze, následujícího roku odešel s Tylem k Hilmerově společnosti do Písku, který se pokoušel bez většího úspěchu hrát divadlo česky. Po rozpadu souboru Prokop následně začal účinkovat v divadelních zpěvohrách a operách v Německu či na jiných pražských scénách.

### Praha
V letech 1843 až 1844 a 1848 byl Prokop opět členem souboru Stavovského divadla, odkud byl v polovině roku 1848 propuštěn z důvodu jeho údajné účasti na tzv. Červnovém povstání v Praze. Roku 1846 se oženil s Albertinou (Vojtěškou) baronkou von Korff.

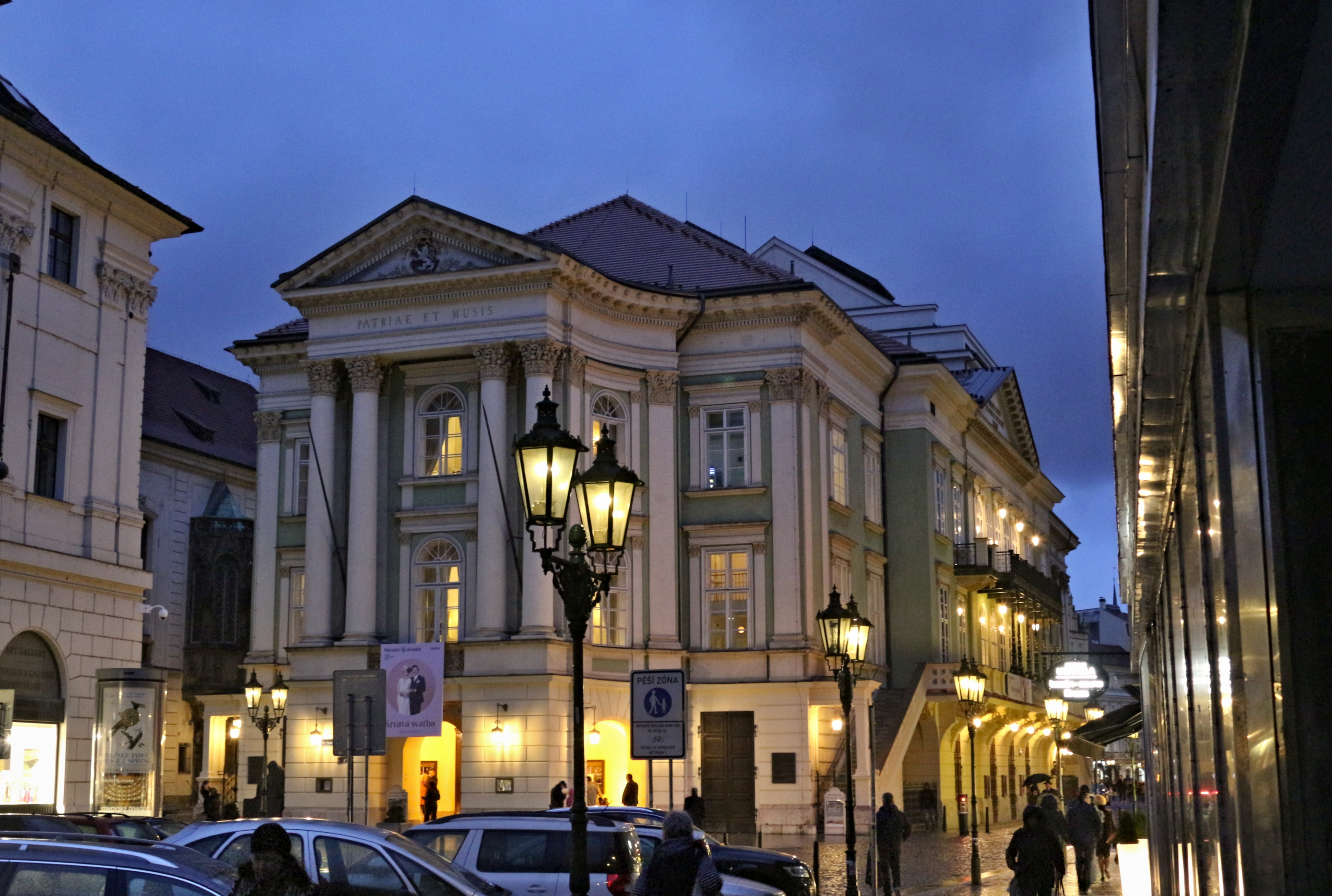
Stavovské divadlo, kde Zollner také režijně působil

Po vyhazovu ze Stavovského divadla se Prokop opět spojil s Tylem, který zde vedl česky hrající soubor, a Aloisem Pravoslavem Trojanem, intendantem divadla, ve věci zřízení profesionálního česky hrajícího souboru kočujícího po Čechách a Moravě. Žádné takové uskupení v Rakouském císařství neexistovalo, drtivá většina divadelního života v Čechách byla soustředěna v Praze, kde beztak převažovala německá produkce. Aktivita spolku měla rovněž podnítit činnost nových českých hereckých uskupení a také příprava českého divadelního publika pro budoucí vznik kamenné budovy a stálého souboru Národního divadla. Vznik společnosti umožnily politické změny po roce 1848 a vznik první rakouské ústavy, ta byla po udělení licence založena v polovině roku 1849 pod názvem První divadelní společnost česká pro venkov, někdy nazývaná také Národní divadlo pro venkov. Josef Alois Prokop se stal jejím ředitelem.

### Prokopova společnost
První představení společnost sehrála 17. listopadu 1849 v Chrudimi, následně přechodně pobývala a hrála také v Litomyšli, Jaroměři, Novém Městě nad Metují, Netolicích a několika dalších sídlech ve východních, středních a jižních Čechách, nebo též roku 1852 v etnicky většinově německém Brně. Ve svých počátcích čítala na 20 herců, s postupným úpadkem společnosti se jejich počet snižoval. Členy souboru byli kromě Prokopa, nově v pozici činoherce, také například J. Jelínek, J. Krämer, Josef Karel Chramosta, Antonín Mušek, František Pokorný, režijně byl angažován František Josef Čížek. Společnost zde odehrála řadu repríz inscenací dramat od J. K. Tyla, dále od Václava Klimenta Klicpery, Jana Nepomuka Štěpánka (včetně jeho překladů dramat), ale též například Friedricha Schillera. Společnost rovněž hrála též loutková představení lehčích žánrů.

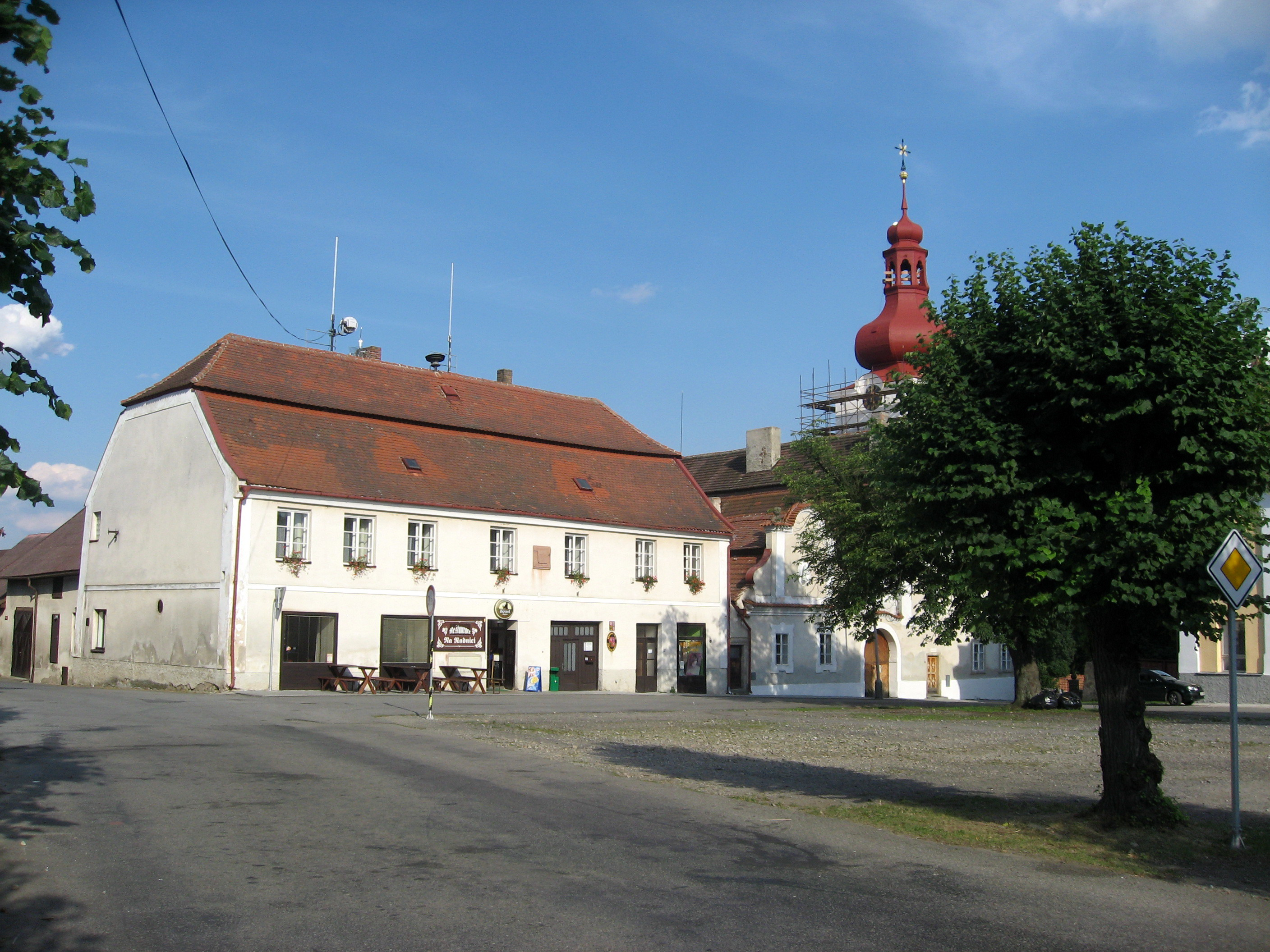
Červená Řečice, místo Prokopova úmrtí

Prokop se poměrně záhy projevil jako dramaturgicky i režijně konzervativní a namísto aktuálních a nových českých či přeložených zahraničních dramat prosazoval do repertoáru městské frašky, často z německých překladů, či rytířské hry, a spíš než na kulturní hodnotu orientoval hry k dosažení komerčního úspěchu. To se projevovalo i ve způsobu hereckého projevu a režie. To po počátečních úspěších zapříčinilo postupný úpadek společnosti, která čelila sílicí kritice českých vlastenců. Prokop neuspěl ani s žádostí vybudovat na Rohanském ostrově v Praze dřevěnou divadelní arénu. Roku 1853 pak vznikla Prokopově skupině silná konkurence v podobě Herecké společnosti Filipa Zöllnera, umělecky vedené samotným Tylem, se kterým se Prokop definitivně profesně rozchází roku 1854 po nezdařeném pokusu společnosti spojit (údajně zapříčiněný nevraživostí manželek-hereček Tyla a Prokopa). Tendenci neproměnila ani Tylova předčasná smrt roku 1856. Finanční situace podniku se postupně zhoršovala, namísto ve městech začala společnost hrát spíše na venkově, v souboru se rychle střídali herci. Prokop nebyl schopen vyplácet slíbené honoráře, v těžké profesní i životní situaci propadl alkoholismu.

### Úmrtí
Josef Alois Prokop zemřel 2. listopadu 1862 v Červené Řečici nedaleko Pelhřimova, kudy soubor pravděpodobně buď projížděl, či zde účinkoval.
Po jeho smrti převzala vedení divadelní společnosti vdova Vojtěška Prokopová, která s pomocí svých dětí soubor řídila až do své smrti roku 1887. Licenci následně převzal herec Josef Mušek, který díky ní založil společnost vlastní.